# 你的信实广大
你的信实广大（Great Is Thy Faithfulness）是一首广为传唱的基督教圣诗，由基寿牧（Thomas Chisholm） (1866–1960) 作词，威廉·鲁尼扬（William M. Runyan，1870–1957)作曲。
“你的信实广大”一词源自于旧约耶利米哀歌 3:23。

## 历史
基寿牧在1923年写了这首圣诗，将其交给慕迪圣经学院的威廉·鲁尼扬（William M. Runyan）为其谱曲，同年由 Hope Publishing Company 出版，在各教会广为传唱。葛培理的布道会经常使用这首歌，使其更为人熟知。自20世纪中叶以来, 这首歌被用为美國Cairn University的校聖歌。
2019年時，这首歌歸入美国公有领域，成為無版權的歌曲。

## 歌词
父啊，你的信实极其广大无边，

在你并无转动的影儿，

你的怜悯像你永远不变，

你是昔在今在以后永在者。
你的信实广大！

你的信实无边！

你的怜悯每晨都是新鲜！

我所需要一切全由你供给，

你的信实极其广大无边！
冬夏寒暑，稼穑及时的供应，

日月星辰昼夜所有循环，

并大自然，多方全都在见证，

你的信实极其广大无边。
你的赦免所带平安与喜乐，

你的同在所赐安抚引导，

今日力量、明日光明的盼望，

全都属我，福分一无缺少。